# Anacroneuria vanini
Anacroneuria vanini är en bäcksländeart som beskrevs av Froehlich 2004. Anacroneuria vanini ingår i släktet Anacroneuria och familjen jättebäcksländor. Inga underarter finns listade i Catalogue of Life.